# Anka Kröhnke
Anka Kröhnke (* 25. August 1940 in Berlin) ist eine deutsche bildende Künstlerin.

## Lebenslauf
Anka Kröhnke wurde als Tochter der Malerin Louise Rösler und des Malers Walter Kröhnke geboren. Nach ihrem Abitur im Jahre 1960 studierte sie an der Meisterschule für das Kunsthandwerk Berlin, wo sie 1965 ihr Staatliches Abschlussdiplom erwarb. Danach arbeitete sie zunächst in eigener Werkstatt in Berlin und ab 1969 in Hamburg.
Ein wichtiges Arbeitsgebiet Kröhnkes ist die Textilkunst. Sie reicht vom Teppich über den Wandbehang hinaus zur Innendekoration von Gebäuden. Es sind geometrische Kompositionen, oft in leuchtenden Farben ausgeführt.
1969 wurde sie mit dem Staatspreis der Kunsthandwerkermesse (MKG-Messe Kunst und Handwerk) ausgezeichnet. 1982/83 arbeitete sie mit einem Lehrauftrag an der Fachhochschule Hamburg. Eine Berufung im Jahre 1984 für eine Professur in Bielefeld nahm sie nicht an, um weiterhin frei arbeiten zu können.
Im Jahre 2003 zog sie um nach Kühlungsborn, wo sie 2004 das Museum „Atelierhaus Rösler-Kröhnke“ eröffnete.

## Preise und Auszeichnungen
- 1973 Preis der Behörde für Wissenschaft und Kunst, Hamburg.
- 1979 Bayerischer Staatspreis.
- 1981 Preis für das beste Einzelstück der Handwerkskammer Hamburg.
- 1985 Preis der Freien und Hansestadt Hamburg für das Kunsthandwerk – Erstverleihung.
- 1993 Lotte-Hofmann-Gedächtnis-Preis[2]
- 2000 Preis des Norddeutschen Kunsthandwerks.

## Ausstellungen (Auswahl)
- 1973 Kunsthaus, Hamburg
- 1976 Studio für Zeitgenössische Kunst, Oldenburg
- 1985 Foyer der BATIG, Hamburg
- 1986 Museum für Kunst und Gewerbe Hamburg
- 1987 Vertretung der Freien u. Hansestadt Hamburg, Bonn
- 1993 Museum für Kunst u. Gewerbe Hamburg
- 1994 Galerie für Angewandte Kunst, München
- 1999 Torhaus Wellingsbüttel, Hamburg
- 2000 Kunstverein Osterholz-Scharmbeck
- 2002 Marstall, Ahrensburg – Schloß vor Husum, Husum
- 2004 Roter Pavillon, Bad Doberan